# Europees kampioenschap voetbal mannen onder 17 - 2013 (kwalificatie)
Het kwalificatietoernooi voor het Europees kampioenschap voetbal onder 17 voor mannen was een toernooi dat duurde van 24 september 2012 tot en met 29 maart 2013. Dit toernooi zou bepalen welke 7 landen zich kwalificeerden voor het Europees kampioenschap voetbal mannen onder 17 van 2013.
Alle landen van de UEFA mochten meedoen aan dit toernooi. Spelers geboren op of na 1 januari 1996 mochten deelnemen. Het toernooi werd verdeeld over twee rondes. De eerste ronde werd de kwalificatieronde genoemd. De tweede ronde heet de eliteronde.

## Gekwalificeerde landen
| Land        | Gekwalificeerd als          | Beste prestatie                 |
| ----------- | --------------------------- | ------------------------------- |
| Slowakije   | Gastland                    | Eerste deelname                 |
| Kroatië     | Eliteronde: Winnaar groep 1 | Vierde (2005)                   |
| Oostenrijk  | Eliteronde: Winnaar groep 2 | Derde (2003)                    |
| Zweden      | Eliteronde: Winnaar groep 3 | Eerste deelname                 |
| Oekraïne    | Eliteronde: Winnaar groep 4 | Groepsfase (2002, 2004 en 2007) |
| Zwitserland | Eliteronde: Winnaar groep 5 | Kampioen (2002)                 |
| Rusland     | Eliteronde: Winnaar groep 6 | Kampioen (2006)                 |
| Italië      | Eliteronde: Winnaar groep 7 | Derde (2005)                    |

## Loting kwalificatieronde
Slowakije hoefde geen kwalificatie te spelen. Als gastland was dit land automatisch gekwalificeerd. De overige 52 landen werden bij de loting verdeeld over 2 potten. In iedere groep kwamen twee landen uit iedere pot. De loting was op 29 november 2011 in Nyon, Zwitserland.
| Pot A | Pot B |
| --- | --- |
| Engeland Nederland Spanje Frankrijk Duitsland Tsjechië Turkije Zwitserland Portugal Kroatië Griekenland Roemenië Servië Denemarken Italië Oostenrijk Noorwegen Ierland België Georgië Finland Hongarije Noord-Ierland Polen Wit-Rusland Schotland | Oekraïne Rusland Luxemburg Wales Zweden Israël IJsland Azerbeidzjan Estland Slovenië Bosnië en Herzegovina Montenegro Bulgarije Letland Kazachstan Litouwen Cyprus Malta Faeröer Armenië Andorra Albanië Moldavië Noord-Macedonië San Marino Liechtenstein |

## Kwalificatieronde

### Groep 1
De wedstrijden werden gespeeld tussen 25 en 30 september 2012 in Servië.
| Pos | Team        | Wed | W | G | V | Ptn | DV | DT | +/− | Kwalificatie                  |   | SRB | BLR | MDA | ARM |
| --- | ----------- | --- | - | - | - | --- | -- | -- | --- | ----------------------------- | - | --- | --- | --- | --- |
| 1   | Servië      | 3   | 3 | 0 | 0 | 9   | 16 | 0  | +16 | Geplaatst voor de eliteronde. |   | —   | 7–0 | 5–0 | 5–0 |
| 2   | Wit-Rusland | 3   | 2 | 0 | 1 | 6   | 6  | 7  | −1  | Geplaatst voor de eliteronde. |   | —   | —   | 1–0 | 5–0 |
| 3   | Moldavië    | 3   | 1 | 0 | 2 | 3   | 3  | 5  | −2  |                               |   | —   | —   | —   | 3–0 |
| 4   | Armenië     | 3   | 0 | 0 | 3 | 0   | 0  | 13 | −13 |                               | — | —   | —   | —   |     |

### Groep 2
De wedstrijden werden gespeeld tussen 3 en 8 oktober 2012 in Finland.
| Pos | Team       | Wed | W | G | V | Ptn | DV | DT | +/− | Kwalificatie                  |   | GER | FIN | SMR | AND  |
| --- | ---------- | --- | - | - | - | --- | -- | -- | --- | ----------------------------- | - | --- | --- | --- | ---- |
| 1   | Duitsland  | 3   | 3 | 0 | 0 | 9   | 23 | 2  | +21 | Geplaatst voor de eliteronde. |   | —   | 8–1 | 5–0 | 10–0 |
| 2   | Finland    | 3   | 2 | 0 | 1 | 6   | 9  | 8  | +1  | Geplaatst voor de eliteronde. |   | —   | —   | 5–0 | 3–0  |
| 3   | San Marino | 3   | 0 | 1 | 2 | 1   | 1  | 11 | −10 |                               |   | —   | —   | —   | 1–1  |
| 4   | Andorra    | 3   | 0 | 1 | 2 | 1   | 2  | 14 | −12 |                               | — | —   | —   | —   |      |

### Groep 3
De wedstrijden werden gespeeld tussen 23 en 28 oktober 2012 in België.
| Pos | Team      | Wed | W | G | V | Ptn | DV | DT | +/− | Kwalificatie                  |   | NED | BEL | LAT | LTU |
| --- | --------- | --- | - | - | - | --- | -- | -- | --- | ----------------------------- | - | --- | --- | --- | --- |
| 1   | Nederland | 3   | 2 | 1 | 0 | 7   | 4  | 2  | +2  | Geplaatst voor de eliteronde. |   | —   | 2–1 | 2–1 | 0–0 |
| 2   | België    | 3   | 2 | 0 | 1 | 6   | 8  | 2  | +6  | Geplaatst voor de eliteronde. |   | —   | —   | 5–0 | 2–0 |
| 3   | Letland   | 3   | 1 | 0 | 2 | 3   | 2  | 7  | −5  |                               |   | —   | —   | —   | 1–0 |
| 4   | Litouwen  | 3   | 0 | 1 | 2 | 1   | 0  | 3  | −3  |                               | — | —   | —   | —   |     |

### Groep 4
De wedstrijden werden gespeeld tussen 19 en 24 oktober 2012 in Bulgarije.
| Pos | Team         | Wed | W | G | V | Ptn | DV | DT | +/− | Kwalificatie                  |  | POL | BUL | ESP | AZE |
| --- | ------------ | --- | - | - | - | --- | -- | -- | --- | ----------------------------- |  | --- | --- | --- | --- |
| 1   | Polen        | 3   | 2 | 0 | 1 | 6   | 3  | 2  | +1  | Geplaatst voor de eliteronde. |  | —   | 2–1 | 0–1 | 1–0 |
| 2   | Bulgarije    | 3   | 2 | 0 | 1 | 6   | 6  | 3  | +3  | Geplaatst voor de eliteronde. |  | —   | —   | 1–0 | 4–1 |
| 3   | Spanje       | 3   | 2 | 0 | 1 | 6   | 3  | 1  | +2  | Geplaatst voor de eliteronde. |  | —   | —   | —   | 2–0 |
| 4   | Azerbeidzjan | 3   | 0 | 0 | 3 | 0   | 1  | 7  | −6  |                               |  | —   | —   | —   | —   |

### Groep 5
De wedstrijden werden gespeeld tussen 24 en 29 september 2012 in Bosnië-Herzegovina.
| Pos | Team                  | Wed | W | G | V | Ptn | DV | DT | +/− | Kwalificatie                  |   | SLO | FRA | BIH | GRE |
| --- | --------------------- | --- | - | - | - | --- | -- | -- | --- | ----------------------------- | - | --- | --- | --- | --- |
| 1   | Slovenië              | 3   | 2 | 1 | 0 | 7   | 2  | 0  | +2  | Geplaatst voor de eliteronde. |   | —   | 1–0 | 0–0 | 0–0 |
| 2   | Frankrijk             | 3   | 1 | 1 | 1 | 4   | 5  | 4  | +1  | Geplaatst voor de eliteronde. |   | —   | —   | 3–1 | 2–2 |
| 3   | Bosnië en Herzegovina | 3   | 1 | 0 | 2 | 3   | 3  | 5  | −2  |                               |   | —   | —   | —   | 2–1 |
| 4   | Griekenland           | 3   | 0 | 2 | 1 | 2   | 3  | 4  | −1  |                               | — | —   | —   | —   |     |

### Groep 6
De wedstrijden werden gespeeld tussen 10 en 15 oktober 2012 in Oostenrijk.
| Pos | Team        | Wed | W | G | V | Ptn | DV | DT | +/− | Kwalificatie                  |   | SUI | AUT | CYP | FAR |
| --- | ----------- | --- | - | - | - | --- | -- | -- | --- | ----------------------------- | - | --- | --- | --- | --- |
| 1   | Zwitserland | 3   | 2 | 1 | 0 | 7   | 9  | 2  | +7  | Geplaatst voor de eliteronde. |   | —   | 1–1 | 5–1 | 3–0 |
| 2   | Oostenrijk  | 3   | 1 | 2 | 0 | 5   | 7  | 1  | +6  | Geplaatst voor de eliteronde. |   | —   | —   | 0–0 | 6–0 |
| 3   | Cyprus      | 3   | 0 | 2 | 1 | 2   | 2  | 6  | −4  |                               |   | —   | —   | —   | 1–1 |
| 4   | Faeröer     | 3   | 0 | 1 | 2 | 1   | 1  | 10 | −9  |                               | — | —   | —   | —   |     |

### Groep 7
De wedstrijden werden gespeeld tussen 21 oktober en 14 november 2012 in Estland.
| Pos | Team          | Wed | W | G | V | Ptn | DV | DT | +/− | Kwalificatie                  |  | ENG | NIR | EST | WAL |
| --- | ------------- | --- | - | - | - | --- | -- | -- | --- | ----------------------------- |  | --- | --- | --- | --- |
| 1   | Engeland      | 3   | 3 | 0 | 0 | 9   | 6  | 2  | +4  | Geplaatst voor de eliteronde. |  | —   | 3–2 | 2–0 | 1–0 |
| 2   | Noord-Ierland | 3   | 1 | 1 | 1 | 4   | 7  | 4  | +3  | Geplaatst voor de eliteronde. |  | —   | —   | 1–1 | 4–0 |
| 3   | Estland       | 3   | 1 | 1 | 1 | 4   | 4  | 4  | 0   | Geplaatst voor de eliteronde. |  | —   | —   | —   | 3–1 |
| 4   | Wales         | 3   | 0 | 0 | 3 | 0   | 1  | 8  | −7  |                               |  | —   | —   | —   | —   |

### Groep 8
De wedstrijden werden gespeeld tussen 18 en 23 oktober 2012 in Hongarije.
| Pos | Team          | Wed | W | G | V | Ptn | DV | DT | +/− | Kwalificatie                  |   | HUN | ITA | ALB | LIE |
| --- | ------------- | --- | - | - | - | --- | -- | -- | --- | ----------------------------- | - | --- | --- | --- | --- |
| 1   | Hongarije     | 3   | 3 | 0 | 0 | 9   | 9  | 2  | +7  | Geplaatst voor de eliteronde. |   | —   | 3–2 | 1–0 | 5–0 |
| 2   | Italië        | 3   | 2 | 0 | 1 | 6   | 7  | 3  | +4  | Geplaatst voor de eliteronde. |   | —   | —   | 1–0 | 4–0 |
| 3   | Albanië       | 3   | 1 | 0 | 2 | 3   | 6  | 2  | +4  |                               |   | —   | —   | —   | 6–0 |
| 4   | Liechtenstein | 3   | 0 | 0 | 3 | 0   | 0  | 15 | −15 |                               | — | —   | —   | —   |     |

### Groep 9
De wedstrijden werden gespeeld tussen 29 september en 4 oktober 2012 in Malta.
| Pos | Team      | Wed | W | G | V | Ptn | DV | DT | +/− | Kwalificatie                  |   | NOR | POR | ISL | MLT |
| --- | --------- | --- | - | - | - | --- | -- | -- | --- | ----------------------------- | - | --- | --- | --- | --- |
| 1   | Noorwegen | 3   | 3 | 0 | 0 | 9   | 5  | 1  | +4  | Geplaatst voor de eliteronde. |   | —   | 1–0 | 2–0 | 2–1 |
| 2   | Portugal  | 3   | 2 | 0 | 1 | 6   | 6  | 4  | +2  | Geplaatst voor de eliteronde. |   | —   | —   | 4–2 | 2–1 |
| 3   | IJsland   | 3   | 1 | 0 | 2 | 3   | 4  | 6  | −2  |                               |   | —   | —   | —   | 2–0 |
| 4   | Malta     | 3   | 0 | 0 | 3 | 0   | 2  | 6  | −4  |                               | — | —   | —   | —   |     |

### Groep 10
De wedstrijden werden gespeeld tussen 29 september en 4 oktober in Macedonië.
| Pos | Team            | Wed | W | G | V | Ptn | DV | DT | +/− | Kwalificatie                  |   | IRL | SWE | ROU | MKD |
| --- | --------------- | --- | - | - | - | --- | -- | -- | --- | ----------------------------- | - | --- | --- | --- | --- |
| 1   | Ierland         | 3   | 2 | 1 | 0 | 7   | 7  | 2  | +5  | Geplaatst voor de eliteronde. |   | —   | 1–1 | 2–0 | 4–1 |
| 2   | Zweden          | 3   | 2 | 1 | 0 | 7   | 7  | 2  | +5  | Geplaatst voor de eliteronde. |   | —   | —   | 2–1 | 4–0 |
| 3   | Roemenië        | 3   | 0 | 1 | 2 | 1   | 2  | 5  | −3  |                               |   | —   | —   | —   | 1–1 |
| 4   | Noord-Macedonië | 3   | 0 | 1 | 2 | 1   | 2  | 9  | −7  |                               | — | —   | —   | —   |     |

### Groep 11
De wedstrijden werden gespeeld tussen 25 en 30 september 2012 in Tsjechië.
| Pos | Team       | Wed | W | G | V | Ptn | DV | DT | +/− | Kwalificatie                  |   | CZE | RUS | DEN | MNE |
| --- | ---------- | --- | - | - | - | --- | -- | -- | --- | ----------------------------- | - | --- | --- | --- | --- |
| 1   | Tsjechië   | 3   | 3 | 0 | 0 | 9   | 8  | 0  | +8  | Geplaatst voor de eliteronde. |   | —   | 3–0 | 3–0 | 2–0 |
| 2   | Rusland    | 3   | 2 | 0 | 1 | 6   | 5  | 4  | +1  | Geplaatst voor de eliteronde. |   | —   | —   | 2–1 | 3–0 |
| 3   | Denemarken | 3   | 1 | 0 | 2 | 3   | 4  | 5  | −1  |                               |   | —   | —   | —   | 3–0 |
| 4   | Montenegro | 3   | 0 | 0 | 3 | 0   | 0  | 8  | −8  |                               | — | —   | —   | —   |     |

### Groep 12
De wedstrijden werden gespeeld tussen 14 en 19 oktober 2012 in Kroatië.
| Pos | Team       | Wed | W | G | V | Ptn | DV | DT | +/− | Kwalificatie                  |   | CRO | ISR | TUR | KAZ |
| --- | ---------- | --- | - | - | - | --- | -- | -- | --- | ----------------------------- | - | --- | --- | --- | --- |
| 1   | Kroatië    | 3   | 3 | 0 | 0 | 9   | 10 | 5  | +5  | Geplaatst voor de eliteronde. |   | —   | 4–2 | 4–3 | 2–0 |
| 2   | Israël     | 3   | 2 | 0 | 1 | 6   | 12 | 8  | +4  | Geplaatst voor de eliteronde. |   | —   | —   | 4–2 | 6–2 |
| 3   | Turkije    | 3   | 1 | 0 | 2 | 3   | 8  | 8  | 0   |                               |   | —   | —   | —   | 3–0 |
| 4   | Kazachstan | 3   | 0 | 0 | 3 | 0   | 2  | 11 | −9  |                               | — | —   | —   | —   |     |

### Groep 13
De wedstrijden werden gespeeld tussen 30 oktober en 4 november in Georgië.
| Pos | Team      | Wed | W | G | V | Ptn | DV | DT | +/− | Kwalificatie                  |   | UKR | GEO | SCO | LUX |
| --- | --------- | --- | - | - | - | --- | -- | -- | --- | ----------------------------- | - | --- | --- | --- | --- |
| 1   | Oekraïne  | 3   | 2 | 1 | 0 | 7   | 9  | 1  | +8  | Geplaatst voor de eliteronde. |   | —   | 3–1 | 0–0 | 6–0 |
| 2   | Georgië   | 3   | 2 | 0 | 1 | 6   | 7  | 4  | +3  | Geplaatst voor de eliteronde. |   | —   | —   | 3–0 | 3–1 |
| 3   | Schotland | 3   | 1 | 1 | 1 | 4   | 5  | 5  | 0   |                               |   | —   | —   | —   | 5–2 |
| 4   | Luxemburg | 3   | 0 | 0 | 3 | 0   | 3  | 14 | −11 |                               | — | —   | —   | —   |     |

### Ranking nummers 3
Om te bepalen welke landen, die derde waren geworden, mochten aansluiten bij de eliteronde werd een rangschikking gemaakt van de nummers 3 uit iedere groep. De bovenste vijf landen kwalificeerden zich. Alleen de resultaten tegen de landen die 1 en 2 waren geworden telden mee.
| Pos | Team                  | Wed | W | G | V | Ptn | DV | DT | +/− | Kwalificatie |
| --- | --------------------- | --- | - | - | - | --- | -- | -- | --- | ------------ |
| 1   | Spanje                | 2   | 1 | 0 | 1 | 3   | 1  | 1  | 0   | Eliteronde   |
| 2   | Estland               | 2   | 0 | 1 | 1 | 1   | 1  | 3  | −2  | Eliteronde   |
| 3   | Schotland             | 2   | 0 | 1 | 1 | 1   | 0  | 3  | −3  |              |
| 4   | Cyprus                | 2   | 0 | 1 | 1 | 1   | 1  | 5  | −4  |              |
| 5   | Albanië               | 2   | 0 | 0 | 2 | 0   | 0  | 2  | −2  |              |
| 6   | Turkije               | 2   | 0 | 0 | 2 | 0   | 5  | 8  | −3  |              |
| 7   | Roemenië              | 2   | 0 | 0 | 2 | 0   | 1  | 4  | −3  |              |
| 8   | Bosnië en Herzegovina | 2   | 0 | 0 | 2 | 0   | 1  | 4  | −3  |              |
| 9   | IJsland               | 2   | 0 | 0 | 2 | 0   | 2  | 6  | −4  |              |
| 10  | Denemarken            | 2   | 0 | 0 | 2 | 0   | 1  | 5  | −4  |              |
| 11  | Moldavië              | 2   | 0 | 0 | 2 | 0   | 0  | 5  | −5  |              |
| 12  | Letland               | 2   | 0 | 0 | 2 | 0   | 1  | 7  | −6  |              |
| 13  | San Marino            | 2   | 0 | 0 | 2 | 0   | 0  | 10 | −10 |              |

## Loting eliteronde
De loting voor de eliteronde was op 5 december 2012. De landen werden verdeeld over 4 potten. Hierbij is gekeken naar de resultaten van de kwalificatieronde. Uit iedere pot werd een land in een groep gezet. Landen die in de kwalificatieronde bij elkaar zaten mochten nu niet nog een keer tegen elkaar loten.
| Pot A                                                          | Pot B                                                         | Pot C                                                   | Pot D                                                                |
| -------------------------------------------------------------- | ------------------------------------------------------------- | ------------------------------------------------------- | -------------------------------------------------------------------- |
| Duitsland Servië Tsjechië Hongarije Kroatië Engeland Noorwegen | Oekraïne Zwitserland Ierland Zweden Nederland Slovenië België | Israël Italië Georgië Bulgarije Portugal Spanje Finland | Rusland Polen Wit-Rusland Oostenrijk Noord-Ierland Frankrijk Estland |

## Eliteronde

### Groep 1
De wedstrijden werden gespeeld tussen 21 en 26 maart 2013 in Kroatië.
| Pos | Team      | Wed | W | G | V | Ptn | DV | DT | +/− | Kwalificatie                      |   | CRO | FRA | ESP | BEL |
| --- | --------- | --- | - | - | - | --- | -- | -- | --- | --------------------------------- | - | --- | --- | --- | --- |
| 1   | Kroatië   | 3   | 2 | 1 | 0 | 7   | 5  | 3  | +2  | Geplaatst voor het hoofdtoernooi. |   | —   | 1–0 | 3–2 | 1–1 |
| 2   | Frankrijk | 3   | 2 | 0 | 1 | 6   | 7  | 4  | +3  |                                   |   | —   | —   | 3–2 | 4–1 |
| 3   | Spanje    | 3   | 1 | 0 | 2 | 3   | 6  | 7  | −1  |                                   | — | —   | —   | 2–1 |     |
| 4   | België    | 3   | 0 | 1 | 2 | 1   | 3  | 7  | −4  |                                   | — | —   | —   | —   |     |

### Groep 2
De wedstrijden werden gespeeld tussen 25 en 30 maart 2013 in Oostenrijk.
| Pos | Team       | Wed | W | G | V | Ptn | DV | DT | +/− | Kwalificatie                      |   | AUT | SRB | IRL | GEO |
| --- | ---------- | --- | - | - | - | --- | -- | -- | --- | --------------------------------- | - | --- | --- | --- | --- |
| 1   | Oostenrijk | 3   | 2 | 0 | 1 | 6   | 3  | 2  | +1  | Geplaatst voor het hoofdtoernooi. |   | —   | 1–0 | 0–1 | 2–1 |
| 2   | Servië     | 3   | 1 | 1 | 1 | 4   | 3  | 2  | +1  |                                   |   | —   | —   | 1–1 | 2–0 |
| 3   | Ierland    | 3   | 1 | 1 | 1 | 4   | 2  | 4  | −2  |                                   | — | —   | —   | 0–3 |     |
| 4   | Georgië    | 3   | 1 | 0 | 2 | 3   | 4  | 4  | 0   |                                   | — | —   | —   | —   |     |

### Groep 3
De wedstrijden werden gespeeld tussen 26 en 31 maart 2013 in Hongarije.
| Pos | Team        | Wed | W | G | V | Ptn | DV | DT | +/− | Kwalificatie                      |   | SWE | HUN | FIN | BLR |
| --- | ----------- | --- | - | - | - | --- | -- | -- | --- | --------------------------------- | - | --- | --- | --- | --- |
| 1   | Zweden      | 3   | 2 | 1 | 0 | 7   | 10 | 2  | +8  | Geplaatst voor het hoofdtoernooi. |   | —   | 1–1 | 5–0 | 4–1 |
| 2   | Hongarije   | 3   | 2 | 1 | 0 | 7   | 7  | 3  | +4  |                                   |   | —   | —   | 3–2 | 3–0 |
| 3   | Finland     | 2   | 0 | 0 | 2 | 0   | 2  | 8  | −6  |                                   | — | —   | —   | X   |     |
| 4   | Wit-Rusland | 2   | 0 | 0 | 2 | 0   | 1  | 7  | −6  |                                   | — | —   | —   | —   |     |

### Groep 4
De wedstrijden werden gespeeld tussen 26 en 31 maart 2013 in Duitsland.
| Pos | Team      | Wed | W | G | V | Ptn | DV | DT | +/− | Kwalificatie                      |   | UKR | GER | BUL | EST |
| --- | --------- | --- | - | - | - | --- | -- | -- | --- | --------------------------------- | - | --- | --- | --- | --- |
| 1   | Oekraïne  | 3   | 2 | 1 | 0 | 7   | 6  | 1  | +5  | Geplaatst voor het hoofdtoernooi. |   | —   | 1–0 | 0–0 | 5–1 |
| 2   | Duitsland | 3   | 2 | 0 | 1 | 6   | 11 | 3  | +8  |                                   |   | —   | —   | 5–2 | 6–0 |
| 3   | Bulgarije | 3   | 1 | 1 | 1 | 4   | 6  | 6  | 0   |                                   | — | —   | —   | 4–1 |     |
| 4   | Estland   | 3   | 0 | 0 | 3 | 0   | 2  | 15 | −13 |                                   | — | —   | —   | —   |     |

### Groep 5
De wedstrijden werden gespeeld tussen 22 en 27 maart 2013 in Zwitserland.
| Pos | Team        | Wed | W | G | V | Ptn | DV | DT | +/− | Kwalificatie                      |   | SUI | POL | CZE | ISR |
| --- | ----------- | --- | - | - | - | --- | -- | -- | --- | --------------------------------- | - | --- | --- | --- | --- |
| 1   | Zwitserland | 3   | 2 | 1 | 0 | 7   | 3  | 1  | +2  | Geplaatst voor het hoofdtoernooi. |   | —   | 0–0 | 1–0 | 2–1 |
| 2   | Polen       | 3   | 1 | 2 | 0 | 5   | 3  | 2  | +1  |                                   |   | —   | —   | 1–1 | 2–1 |
| 3   | Tsjechië    | 3   | 0 | 2 | 1 | 2   | 2  | 3  | −1  |                                   | — | —   | —   | 1–1 |     |
| 4   | Israël      | 3   | 0 | 1 | 2 | 1   | 3  | 5  | −2  |                                   | — | —   | —   | —   |     |

### Groep 6
De wedstrijden werden gespeeld tussen23 en 28 maart 2013 in Engeland.
| Pos | Team     | Wed | W | G | V | Ptn | DV | DT | +/− | Kwalificatie                      |   | RUS | ENG | POR | SLO |
| --- | -------- | --- | - | - | - | --- | -- | -- | --- | --------------------------------- | - | --- | --- | --- | --- |
| 1   | Rusland  | 3   | 2 | 0 | 1 | 6   | 4  | 3  | +1  | Geplaatst voor het hoofdtoernooi. |   | —   | 2–1 | 0–1 | 2–1 |
| 2   | Engeland | 3   | 2 | 0 | 1 | 6   | 4  | 3  | +1  |                                   |   | —   | —   | 1–0 | 2–1 |
| 3   | Portugal | 3   | 2 | 0 | 1 | 6   | 4  | 2  | +2  |                                   | — | —   | —   | 3–1 |     |
| 4   | Slovenië | 3   | 0 | 0 | 3 | 0   | 3  | 7  | −4  |                                   | — | —   | —   | —   |     |

### Groep 7
De wedstrijden werden gespeeld tussen 21 en 26 maart 2013 in Nederland.
| Pos | Team          | Wed | W | G | V | Ptn | DV | DT | +/− | Kwalificatie                      |   | ITA | NOR | NED | NIR |
| --- | ------------- | --- | - | - | - | --- | -- | -- | --- | --------------------------------- | - | --- | --- | --- | --- |
| 1   | Italië        | 3   | 2 | 1 | 0 | 7   | 2  | 0  | +2  | Geplaatst voor het hoofdtoernooi. |   | —   | 1–0 | 1–0 | 0–0 |
| 2   | Noorwegen     | 3   | 1 | 1 | 1 | 4   | 3  | 3  | 0   |                                   |   | —   | —   | 1–1 | 2–1 |
| 3   | Nederland     | 3   | 0 | 2 | 1 | 2   | 3  | 4  | −1  |                                   | — | —   | —   | 2–2 |     |
| 4   | Noord-Ierland | 3   | 0 | 2 | 1 | 2   | 3  | 4  | −1  |                                   | — | —   | —   | —   |     |

Jeugd-EK's: onder 21 · onder 19       Jeugd-WK's: onder 20 · onder 17